# Yoppa
Yoppa è un singolo del rapper statunitense Lil Mosey, pubblicato il 3 ottobre 2018 dall'etichetta discografica Republic Records.

## Tracce
1. Yoppa (feat. BlocBoy JB) – 2:43